# 山形県立新庄神室産業高等学校真室川校
山形県立新庄神室産業高等学校真室川校（やまがたけんりつ しんじょうかむろさんぎょうこうとうがっこうまむろがわこう、Yamagata Prefectural Shinjō-Kamuro Industrial High School Mamurogawa Branch School）は、山形県最上郡真室川町大字新町字塩野にある県立の高等学校。

## 概要
歴史
1948年（昭和23年）に県立の新制高等学校として開校。当初は定時制高校であったが、1953年（昭和28年）には全日制を併置し、1964年（昭和39年）に定時制課程を廃止して完全な全日制の高校となった。2013年（平成25年）に創立65周年を迎えた。
2015年（平成27年）には県立高校の再編により「山形県立新庄神室産業高等学校真室川校」（分校）となった。
設置課程・学科
全日制課程 普通科 1学年あたり1学級
校訓
「自律・誠心・挑戦」- 1998年（平成10年）に創立50周年を記念して制定された。
校章
蕗の薹をモチーフにしてデザインされ、中央に「真」の文字を置いている。1949年（昭和24年）に安彦好重によってデザインされた。デザイン生徒会誌のタイトル「蕗」は校章にちなんだもの。
校歌
1955年（昭和30年）に制定。作詞は安彦好重（校章の制作者と同じ）、作曲は岸登佐美による。
進路
進学と就職の割合がほぼ同じである。その中で進学の中では各種専門学校への進学が多く、4年制大学や短大への進学は少ない。

## 沿革
- 1948年（昭和23年）
  - 4月1日 - 「山形県立真室川高等学校」（定時制）の設立が認可される。
  - 5月3日 - 真室川小学校内に開校。普通・農業・家庭の2課程を設置。初代校長に正野徳治が着任。
  - 5月10日 - 安楽城小学校内に安楽城分校を開設。
  - 5月13日 - 豊田小学校内に豊里分校を開設。
  - 5月19日 - 及位分校（大滝分室・釜淵分室）を開設。
- 1949年（昭和24年）10月1日 - 校章を制定。
- 1951年（昭和26年）
  - 5月20日 - 同窓会を設立。
  - 7月25日 - PTAを設立。
  - 11月2日 - 最上郡真室川町大字平岡1651番地に新校舎が完成し、移転を完了。真室川小学校との併設を解消。
- 1952年（昭和27年）
  - 3月8日 - 真室川町他5ケ村（安楽城・及位・鮭川・豊田・豊里）で山形県立真室川高等学校建築一部事務組合を設立。
  - 3月31日 - 安楽城分校と豊里分校を廃止。
- 1953年（昭和28年）4月1日 - 通常制普通課程（現・全日制課程普通科、2学級、定員80名）を併置。
- 1954年（昭和29年）7月12日 - 体育館が完成。
- 1955年（昭和30年）
  - 3月18日 - 調理室・用具室・理科準備室が完成。
  - 5月3日 - 校歌を制定。
- 1956年（昭和31年）
  - 4月1日 - 通常課程普通科定員100名となる。
  - 5月3日 - 校旗を制定。デザインは山形県立山形工業高等学校の生徒による。視聴覚室・家庭科教室・社会科準備室が完成。
- 1961年（昭和36年）
  - 3月31日 - 定時制課程の募集を停止。
  - 7月30日 - 図書館と音楽室が完成。
- 1964年（昭和39年）
  - 3月31日 - 及位分校を廃止。 定時制課程を廃止。
  - 4月1日 - 全日制課程（3学級）を設置。
  - 7月1日 - 柔道場が完成。
- 1966年（昭和41年）10月3日 - 体育館ステージが完成。
- 1968年（昭和43年）
  - 2月23日 - 後援会を設立。
  - 12月9日 - グラウンドを整備。
- 1971年（昭和46年）3月 - スポーツ後援会を設立。
- 1977年（昭和52年）
  - 3月30日 - 新校舎が完成。
  - 10月31日 - 同窓会館が完成。
- 1981年（昭和56年）
  - 3月23日 - 体育館と柔道場が完成。
  - 4月1日 - 教育目標を現行のものに改訂。
  - 6月14日 - 体育館が完成。
  - 11月9日 - 農作業倉庫（現・スキー部室棟）が完成。
- 1987年（昭和62年）2月28日 - 銃剣道場が完成。
- 1988年（昭和63年）
  - 10月13日 - テニスコート、ハンドボールコートを整備。
  - 11月6日 - 創立40周年を記念して第1回記念マラソン大会を実施。
- 1992年（平成4年）
  - 3月31日 - 教育用コンピュータを導入。
  - 12月24日 - 駐輪場2棟が完成。
- 1994年（平成6年）7月25日 - 産業振興施設家庭科棟が完成。
- 1996年（平成8年）11月20日 - 旧調理実習室と準備室を多目的教室、ロッカー室等に改装。
- 1998年（平成10年）10月3日 - 創立50周年記念式典を挙行。校訓を制定。
- 1999年（平成11年）
  - 4月1日 - 普通科が2学級80名定員となる。
  - 4月24日 - スポーツ後援会を学校後援会に統合。
- 2000年（平成12年）10月1日 - 勤労体験学習の一環としてあずまやが完成。
- 2003年（平成15年）
  - 4月24日 - 教育目標をもとに「育成する人間像」を制定。
  - 5月26日 - 朝読書を開始。
- 2004年（平成16年）7月26日 - 学校ホームページの公開を開始。
- 2006年（平成18年）6月13日 - 学校林（分収造林）を解約。
- 2009年（平成21年）12月14日 - 管理棟と教室棟の耐震補強工事を完了。
- 2013年（平成25年）4月1日 - 普通科1学級40名定員となる。
- 2015年（平成27年）4月1日 - 統合により「山形県立新庄神室産業高等学校真室川校」に改称[1]。
  - 普通科としての募集および校舎の使用は継続される。真室川高校1・2年修了者をそのまま真室川校2・3年生として収容。
  - 新庄神室高等学校本校との間にキャンパス制[2]を導入[1]。

## 部活動
スキー部（クロスカントリー）が全国大会で好成績を挙げている。かつては銃剣道部も存在した。
体育系
- 野球部
- サッカー部
- 柔道部
- ソフトテニス部
- バレーボール部
- バドミントン部
- スキー部
- 弓道部
- 陸上部

文化系
- パソコン部
- 吹奏楽部
- 家庭部
- 美術部
- ボランティア部
- 書道部

## 著名な出身者
- 青木富美子（同窓生・教諭） - スキークロスカントリーオリンピック代表

## 交通アクセス
最寄りの鉄道駅
- JR東日本 奥羽本線 「真室川駅」より徒歩15分